# 统一的回声广播电台
统一的回声广播电台（朝鲜语：／）是针对大韓民國广播的电台。由祖国和平统一委员会负责运营。使用短波和FM播出。

## 概况
电台于2012年12月1日开始播出，据我们民族之间网站介绍，该电台是一个民营电台。该电台是继2003年救国之声广播电台停播后，朝鲜再次启用的专门针对韩国的电台。
該電台運作時所用频率被韩国干扰，在韩国（尤其是首都圈地区）大部分地区难以听清。
2016年12月21日，统一的回声电台停止中波广播，并增加了调频广播频率。
2024年1月，因朝鲜当局改变半岛问题方针政策，电台停播，網站也被關閉。

## 收听频率
| 平壤时间    | 频率                                         |
| ----------- | -------------------------------------------- |
| 07:00-09:00 | SW3945、3970、5905kHz，FM89.4、97.0、97.8MHz |
| 13:00-15:00 | SW3945、3970、5905kHz，FM89.4、97.0、97.8MHz |
| 21:00-23:00 | SW3945、3970、5905kHz，FM89.4、97.0、97.8MHz |

※平壤时间＝UTC+9
- 频率自2021年9月26日至2024年1月12日。